# René Arredondo
René Arredondo Cepeda (ur. 18 sierpnia 1944, zm. 20 lutego 2024) – meksykański judoka. Olimpijczyk z Tokio 1964, gdzie zajął dziewiąte miejsce w kategorii 68 kg.
Zdobył brązowy medal na igrzyskach panamerykańskich w 1967. Mistrz Igrzysk Ameryki Środkowej i Karaibów w 1966 roku.
Jego brat Luis Arredondo startował w zapaśniczym turnieju olimpijskim w Monachium 1972.

## Letnie Igrzyska Olimpijskie 1964
| Konkurencja | Walki grupowe           | Walki grupowe          | Walki grupowe            | Klas. końcowa |
| Konkurencja | Pierwsza runda          | Druga runda            | Trzecia runda            | Miejsce       |
| ----------- | ----------------------- | ---------------------- | ------------------------ | ------------- |
| do 68 kg    | Vicente Uematsu (PHI) W | Gerhard Zotter (AUT) P | Óscar Karpenkopf (ARG) P | IX            |